# جو كاولي
جو كاولي (بالإنجليزية: Joe Cowley)‏ هو لاعب كرة قاعدة أمريكي، ولد في 15 أغسطس 1958 في ليكسينغتون في الولايات المتحدة.

## وصلات خارجية
- جو كاولي على موقع دوري كرة القاعدة الرئيسي (الإنجليزية)
- جو كاولي على موقعبيزبول رفرنس.كوم (الدوري الرئيسي) (الإنجليزية)
- جو كاولي على موقعبيزبول رفرنس.كوم (الدوري الثانوي) (الإنجليزية)
- جو كاولي على موقع إي إس بي إن.كوم (أم.أل.بي) (الإنجليزية)
- جو كاولي على موقع مشجعي الرسوم البيانية (الإنجليزية)